# Kirkuk (Gouvernement)
Kirkuk (arabisch كركوك, DMG Kirkuk, kurdisch کەرکووک Kerkûk, reichsaramäisch ܟܪܟ ܣܠܘܟ, von 1976 bis 2006 at-Taʾmīm / التأميم / ‚Verstaatlichung‘) ist ein irakisches Gouvernement mit einer Fläche von 10.282 km² und einer Bevölkerung von 1,5 Millionen (2008). Die Bevölkerungsmehrheit stellen inzwischen Kurden. Seit dem Irakkrieg 2003 haben etwa 100.000 Araber das Gouvernement verlassen, während in etwa 300.000 kurdische Flüchtlinge zurückgekehrt sind. Die Kurden sprechen Sorani. Daneben gibt es weiterhin noch Araber, Turkmenen und Aramäer. Die Hauptstadt des Gouvernements ist die gleichnamige Stadt Kirkuk. Nach der US-Invasion 2003 ist ein Teil des Gouvernements unter Kontrolle der Autonomen Region Kurdistan. Nach Juli 2014 war das Gouvernement überwiegend unter kurdischer Kontrolle, nachdem sich die irakischen Streitkräfte zurückgezogen haben. Der Süden um Hawidscha war bis September 2017 unter IS-Kontrolle. Mehrere Kämpfe fanden direkt südlich der Stadt statt. Im September 2017 wurde Hawidscha und das Umland von Irakischen Streitkräfte zurückerobert. Ab Oktober 2017 begannen die Irakischen Streitkräfte einen Angriff auf Kirkuk und das Umland. Am 16. Oktober 2017 zogen sich die Kurden weitgehend kampflos zurück.

Die Provinz war von 2014 bis Oktober 2017 dreigeteilt: Gelb = Kurden, Grau = IS, Rot = Zentralregierung, nach Oktober 2017 war der IS aus dieser Region vertrieben

Die Distrikte des Gouvernements sind:
- al-Hawidscha (Hawija)
- Daquq
- Kirkuk
- ad-Dibis

## Reorganisation der Gouvernement-Grenzen
Im Zuge der Arabisierungspolitik des Baathregimes verlor das Gouvernement einen erheblichen Teil seiner Fläche. So wurden einige Distrikte anderen Provinzen zugeschlagen. Tuz Churmatu kam zu Salah ad-Din und Dschamdschamāl zu as-Sulaimaniyya. Der Name des Gouvernements wurde im Jahr 1972 zu at-Taʿmīm („die Verstaatlichung“) geändert, um die Verstaatlichung der Erdölindustrie, deren Zentrum in Kirkuk ist, zu symbolisieren. Im Zuge der Rückabwicklung der Arabisierungspolitik soll die Provinz ehemals zugehörige Distrikte wiedererhalten. Die betroffenen Distrikte wären Kifri, Dschamdschamāl, Tuz Churmatu und Kalar. Ziel der Reorganisation der Gouvernement-Grenzen ist es die ethnischen Bevölkerungsverhältnisse zu beeinflussen, also eine nichtkurdische bzw. kurdische Bevölkerungsmehrheit im Gouvernement zu erreichen.
2006 wurde der ehemalige Name Kirkuk wieder eingeführt.

## Trivia
- Am 15. Oktober 2005 stimmten nach offiziellen Angaben 62,91 Prozent von 542.688 Wählern mit Ja für die neue irakische Verfassung, sunnitische Araber hatten die Abstimmung jedoch größtenteils boykottiert.
- Seit Dezember 2008 sind neben Arabisch und Kurdisch nun auch Turkmenisch und Syrisch-Aramäisch Amtssprachen des Gouvernements.